# Галф Гејт Естејтс (Флорида)
Галф Гејт Естејтс (енгл. Gulf Gate Estates) насељено је место без административног статуса у америчкој савезној држави Флорида.

## Демографија
По попису из 2010. године број становника је 10.911, што је 736 (-6,3%) становника мање него 2000. године.
| Група             | 2000.          | 2010.         |
| Белци             | 10.967 (94,2%) | 9.587 (87,9%) |
| Афроамериканци    | 91 (0,8%)      | 175 (1,6%)    |
| Азијати           | 94 (0,8%)      | 125 (1,1%)    |
| Хиспаноамериканци | 373 (3,2%)     | 862 (7,9%)    |
| Укупно            | 11.647         | 10.911        |